# Španělský mastin
Španělský mastin (španělsky: Mastín Español, anglicky: Spanish Mastiff) je velké a těžké molossoidní psí plemeno. V zemi původu byl používán k hlídání stád ovcí před zloději, ale i vlky a medvědy, v současné době se používá především jako hlídač. Jedním z jeho nejtypičtějších znaků je volná kůže pod krkem a na hlavě, která ho chránila před útoky šelem. Mastin je mohutný, vysoký, těžký pes s výraznou hlavou, typickou vráskou u oka, dvojitým lalokem, širokým hrudníkem, silnou kostrou a je pro něj typický klus, nikoli mimochod. Kohoutková výška u psů bývá nad 80 cm, u fen je nad 75 cm. Psi jsou těžší, jejich váha se pohybuje okolo 90 kg, ale existují i jedinci, kteří váží více než 100 kg. U mastina jsou v podstatě přípustné všechny barvy, upřednostňují se jedinci jednobarevní (plavá, zlatá, červená, vlkošedá, jelení červeň, černá), možné jsou i barvy kombinované; žíhaná či s bílými znaky.

## Historie

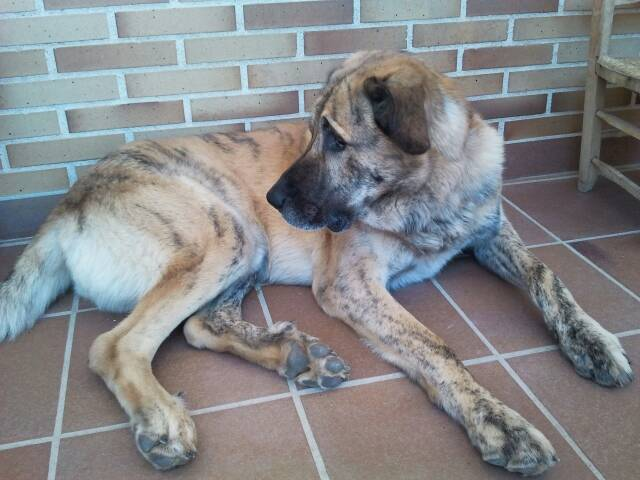
Žíhaný jedinec

Španělský mastin je jedním z nejstarších psích plemen, minimálně z těch, pocházejících z Evropy. Mezi předky španělských mastinů patřili pravděpodobně psi, které sem přivezli Féničané. Tito psi byli kříženi s molossoidními psy ze Říma, kteří doprovázeli římské legie při válečných taženích a byly používáni jako zbraň. Toto křížení probíhalo asi na začátku našeho letopočtu, tedy někdy okolo roku 5. Španělský mastin se tehdy využíval především pro strážení dobytka a ovcí před vlky, před kterými jej chránila i mohutná srst a vrásky na hlavě. Svůj ochranářský pud si plemeno zachovalo, ale dnes jej uvidíme spíše jako společníka do rodiny. Španělský mastin je základovým plemenem pro mnoho jiných plemen psů, křížením španělských mastinů s jinými psy vznikla například plemena Rafeiro do Alentejo, bernardýn a argentinská doga.
Na evropských výstavách můžeme španělského mastina vidět již od začátku 20. století. Standard byl ale vypracován a oficiálně schválen až roku 1946. V té době se také španělský mastin stal národním plemenem Španělska, kterým je dodnes, přestože spíše než ve Španělsku ho uvidíme v Belgii, Nizozemsku nebo Česku, kde jsou také hojně chováni. V Německu bylo plemeno označeno za nebezpečné a to i přes to, že nedošlo k žádnému napadení člověka španělským mastinem. V současnosti plemeno uznává Mezinárodní kynologická federace (FCI) ve druhé skupině (Pinčové, knírači, plemena molossoidní a švýcarští salašničtí psi), číslo standardu je 091 a oficiální používaná zkratka je ME.
V Česku se plemeno chová běžně. Nejstarší chovatelskou stanicí v České republice je chovatelská stanice Mastibe, která funguje již od roku 1995 a roku 1998 se zde narodil první vrh tohoto plemene a jednalo se o první odchov v Česku.

## Povaha
Povahově je španělský mastin důstojný, ušlechtilý a vůči majiteli loajální pes se silnými ochranářskými pudy. Vůči své rodině je přátelský, hravý a milující, k cizím je rezervovaný, ale většinou si jich nevšímá, rozhodně není přirozeně agresivní. Neimponuje jen velikostí, ale i svým hlubokým hlasem, který zažene jakékoliv nezvané návštěvníky. Pokud to bude nutné, umí i proti takovým hostům tvrdě zasáhnout. Změnu majitele těžko snáší a většinou platí, že jsou věrní a loajální pouze jednomu člověku. Rádi se nachází v blízkosti rodiny. Jsou to psi nebojácní a ostražití. Vůči jiným psům nejsou přirozeně agresivní, ale udržují si zdravý odstup, a kteréhokoliv jiného psa, který by si na ně dovoloval, rychle zaženou zavrčením. Jsou schopni s nimi spolupracovat i při hlídání stád. Ve štěněcím období je nutné psa dobře socializovat; tedy seznámit jej s jinými psy, zvířaty i dopravními prostředky. Jsou to inteligentní a bystří psi, přestože trochu těžkopádní. Své síly a velikosti si jsou dobře vědomi, proto se hodí pro zkušeného chovatele, který pro ně budou dostačující autoritou a vůdcem smečky. S dětmi vychází dobře a leckteré jejich hry jim nevadí. S jinými zvířaty vychází dobře, ale mají sklony je shromažďovat do stáda a hlídat, což nemusí vždy být dobře. Co ale může být problémem španělských mastinů je jejich slintání a hlasité chrápání.

## Péče

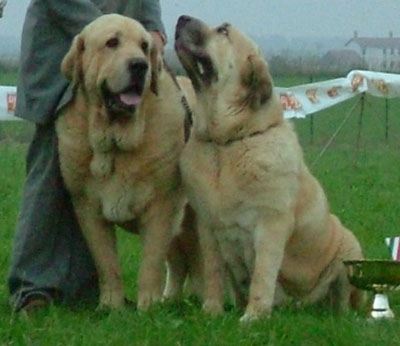
Dva plaví psi

Péče o španělského mastina obecně není náročná. Srst má podsadu, to znamená že 2x ročně (na jaře a na podzim) líná, ale ne tak extrémně, jako třeba labradorský retrívr. V této době je vhodné psa denně vyčesávat, mimo ni stačí jednou týdně pročesat. Srst dobře chrání před vodou a zimou, takže se přizpůsobí jakémukoliv počasí.
Výcvik a výchova plemene jsou poměrně náročné, proto se plemeno hodí pouze pro zkušené chovatele, kteří umějí být autoritou a umějí zacházet s podobně velkými psy. Ve štěněcím období je nutná řádná socializace, bez níž se pes neobejde, pokud má v dospělosti normálně vycházet s jinými zvířaty nebo psy.
Španělský mastin nevyžaduje příliš pohybu, většinu dne odpočívá, polehává a zároveň má uši nastražené a hlídá. Nehodí se pro dlouhé chůze a túry, kvůli kterým by mohl mít problémy s klouby.

### Zdraví
Stejně jako u jiných velkých a těžkých psů, i u španělského mastina je nutné si dát pozor na dysplazii kyčelního kloubu. Dysplazie vzniká, pokud je na kloub vyvíjena přílišná námaha, to třeba v případě, že je pes obézní nebo se ve štěněcím věku příliš pohyboval. Právě obezita je dalším "strašákem" španělských mastinů. Jejich pud jim velí, aby si sami sehnali jídlo i v případě, že jej mají dost. Nejčastější příčinou úmrtí jsou ale srdeční problémy.